# Alsódobsza
Alsódobsza (vyslovováno [alšódobsa]) je malá vesnička v Maďarsku v župě Borsod-Abaúj-Zemplén, spadající pod okres Szerencs. Nachází se asi 14 km severozápadně od Szerencse. V roce 2015 zde žilo 287 obyvatel, jež dle údajů z roku 2001 tvořili 93 % Maďaři a 7 % Romové.
Alsódobsza leží u řeky Hernád. Sousedními vesnicemi jsou Gesztely, Megyaszó, Sóstófalva a Újcsanálos.